# Poliklinik der Rajongemeinde Panevėžys

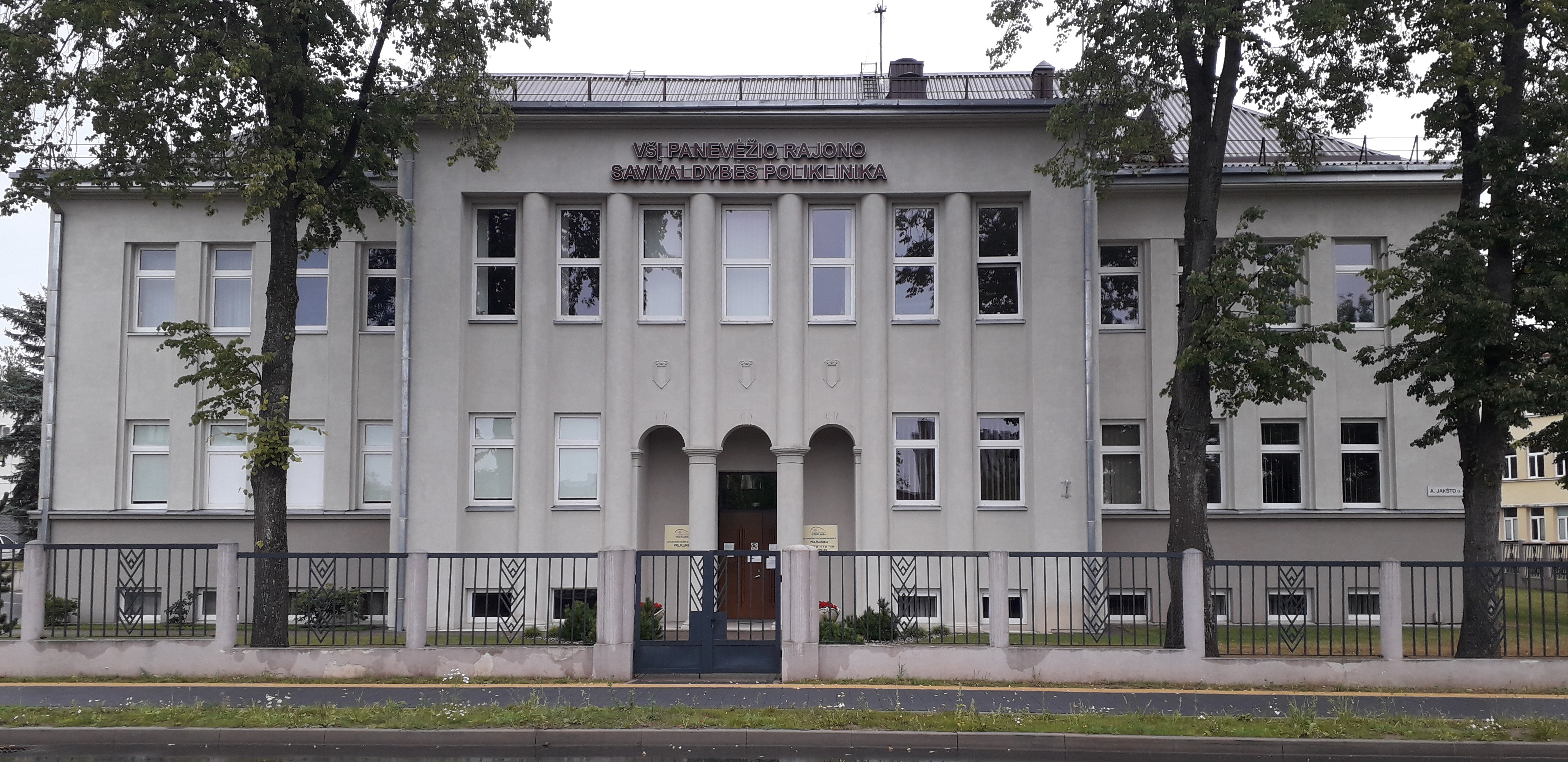
Hauptgebäude

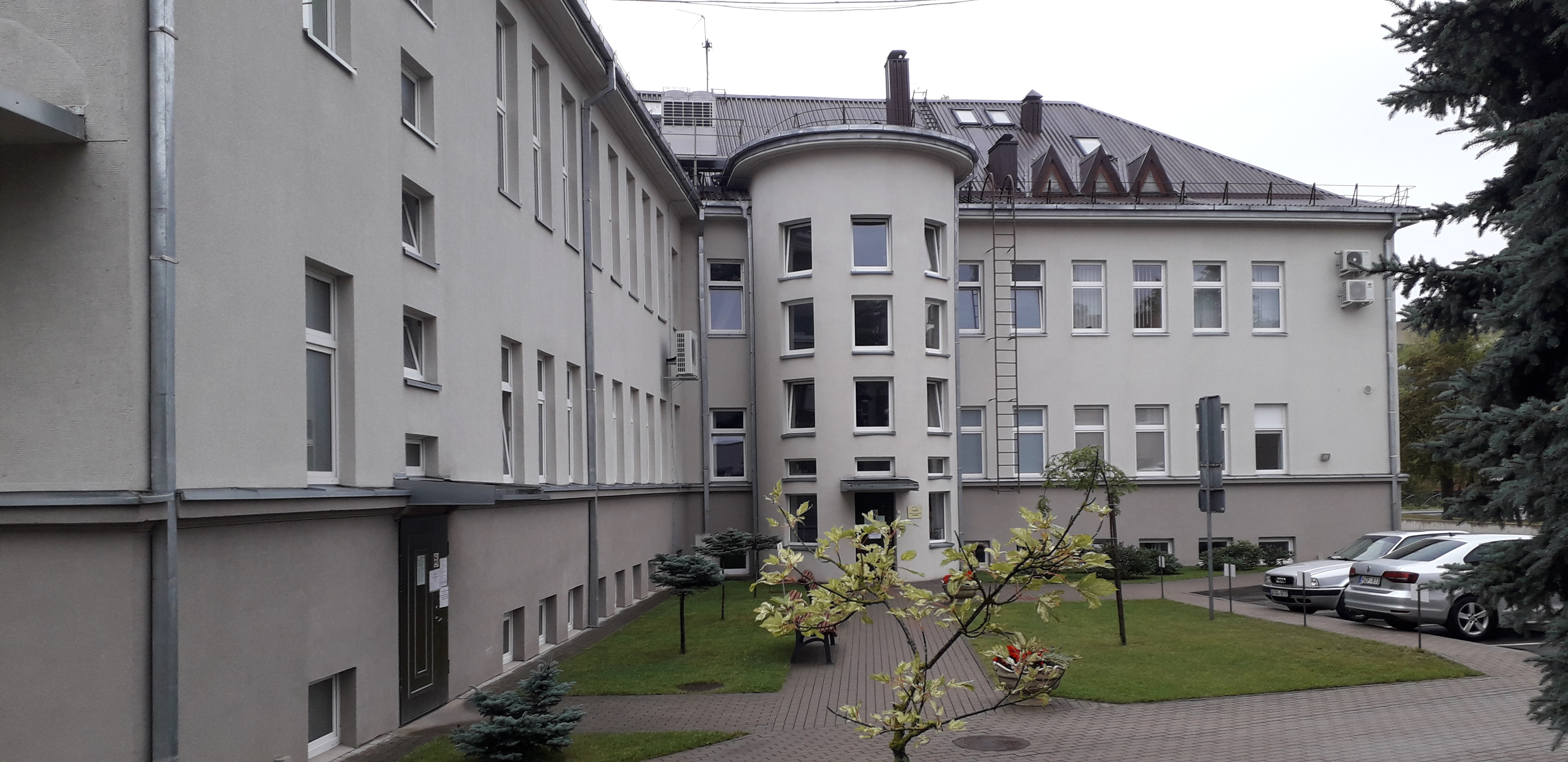
Hof

Die Poliklinik der Rajongemeinde Panevėžys (lit. Panevėžio rajono savivaldybės poliklinika) ist die größte Poliklinik in der nordlitauischen Gemeinde Panevėžys. Nach Rechtsform ist sie eine öffentliche Anstalt (Viešoji įstaiga).  Sie beschäftigt  280 Mitarbeiter (Stand 2025).
Der Träger ist die Rajongemeinde Panevėžys. Der Hauptsitz befindet sich in der Stadt Panevėžys.

## Geschichte
Die Poliklinik wurde im Januar 1977 gegründet.
Am 1. April 1977 gründete man eine Ambulanz in Ramygala.
Die Poliklinik hatte später 35 Medizinpunkte in der Rajongemeinde.
Am 2. Januar	2012 wurde sie in der heutigen Rechtsform vom Rat der Rajongemeinde Panevėžys errichtet.

## Leistungen
Die Leistungen werden von  Hausärzten,  Kinderärzten, Gynäkologen, Orthopäden/Traumatologen, Ophthalmologen, Urologen, Endokrinologen, ärztlichen Echoskopikern, Hals-Nasen-Ohrenärzten, Chirurgen, Gefäßchirurgen, Kardiologen und Kinderkardiologen, Neurologen und Kinderneurologen, Ärzten für physikalische Medizin und Rehabilitation, Zahnärzten, Oralchirurgen, Zahnprothetikern, Mundhygienikern, Logotherapeuten, Psychiatern, Medizinpsychologen, Sozialarbeitern, Spezialisten für manuelle Therapie erbracht.
Es gibt das System zur Verwaltung von Warteschlangen an der Rezeption und im Behandlungsraum. In der Notaufnahme ist eine Ärztin tätig. Es gibt ein Kabinett für Veloergometrie.

## Struktur
- Abteilung für Allgemeinmedizin
- Abteilung für Zahnmedizin
- Abteilung für spezialisierte Medizin
- Abteilung für Diagnostik
- Abteilung für Physikalische Medizin und Rehabilitation
- Zentrum für psychische Gesundheit
- Klinisches diagnostisches Labor
- Kabinett für Immunprophylaxe
- Sterilisationsraum
- Medizinpunkte in Velžys, Tiltagaliai, Smilgiai, Krekenava, Upytė, Ėriškiai, Trakiškis, Miežiškiai.

## Abteilung für Physikalische Medizin und Rehabilitation
In der Abteilung für Physikalische Medizin und Rehabilitation arbeiten zwei FMR-Ärzte, ein Ergotherapeut, drei Physiotherapeuten, 3 Krankenschwestern und 4 Massagetherapeuten.
Der Arzt für Physikalische Medizin und Rehabilitation konsultiert die Patienten in der Poliklinik der Rajongemeinde Panevėžys, in der Ramygala-Ambulanz und in der Naujamiestis-Ambulanz.